# عبد الملك سليمان المعلمي
عبد الملك سليمان المعلمي 1947م هو سياسي، ومهندس من اليمن. ولد في مديرية عتمة. 

## مناصب
تولى منصب وزير الاتصالات وتقنية المعلومات 17 مايو 2003م – 5 أبريل 2007م، ووزير الاتصالات وتقنية المعلومات 4 أبريل 2001م – 17 مايو 2003م.
| المناصب السياسية      | المناصب السياسية                                                  | المناصب السياسية      |
| --------------------- | ----------------------------------------------------------------- | --------------------- |
| سبقه                  | وزير الإتصالات وتقنية المعلومات (7) 17 مايو 2003م - 5 أبريل 2007م | تبعه كمال حسين الجبري |
| سبقه أحمد محمد الآنسي | وزير الإتصالات وتقنية المعلومات (6) 4 أبريل 2001م - 17 مايو 2003م | تبعه                  |